# Rosa roxburghii
Rosa roxburghii là loài thực vật có hoa trong họ Hoa hồng. Loài này được Tratt. miêu tả khoa học đầu tiên năm 1823.

## Hình ảnh

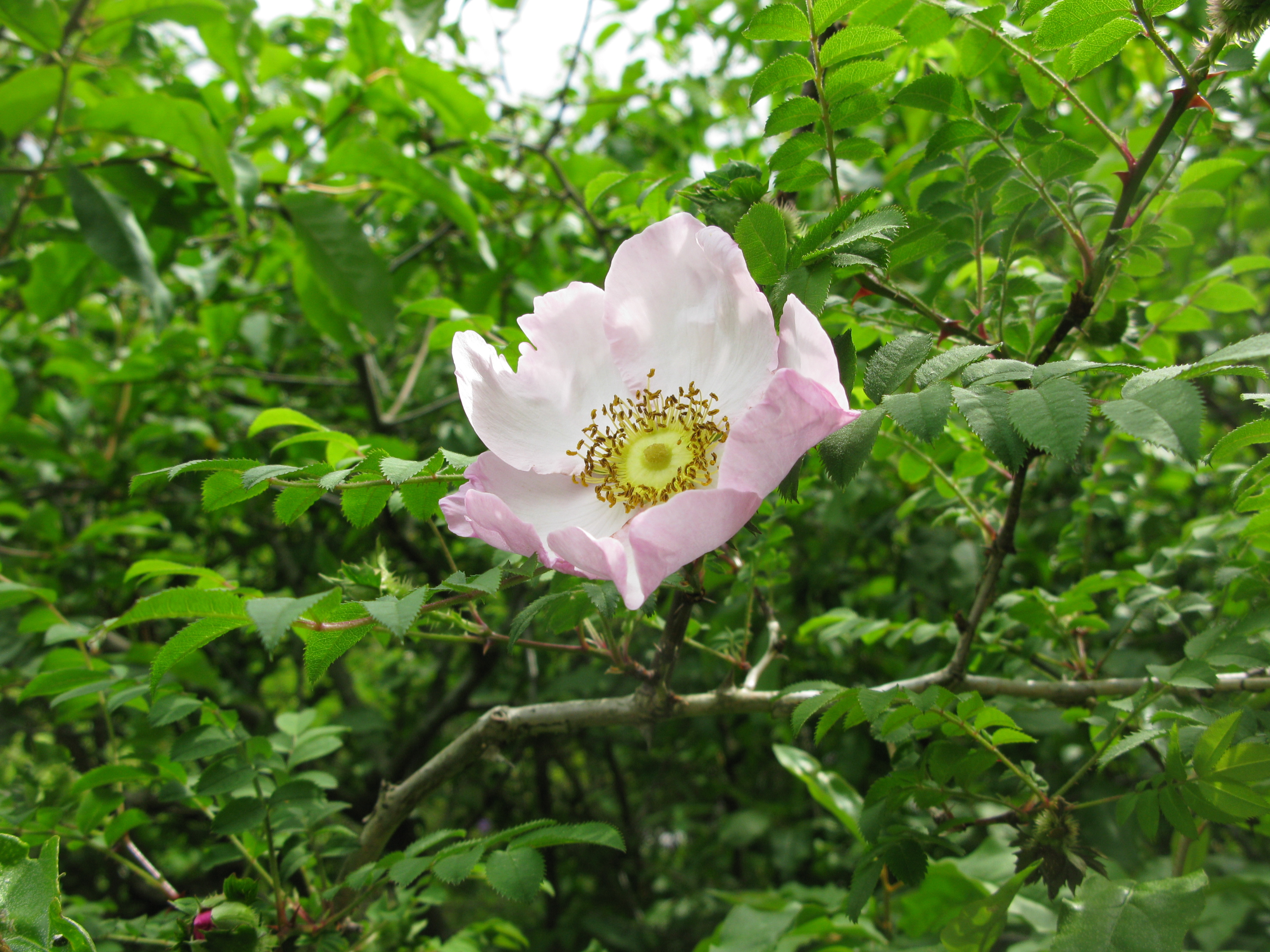
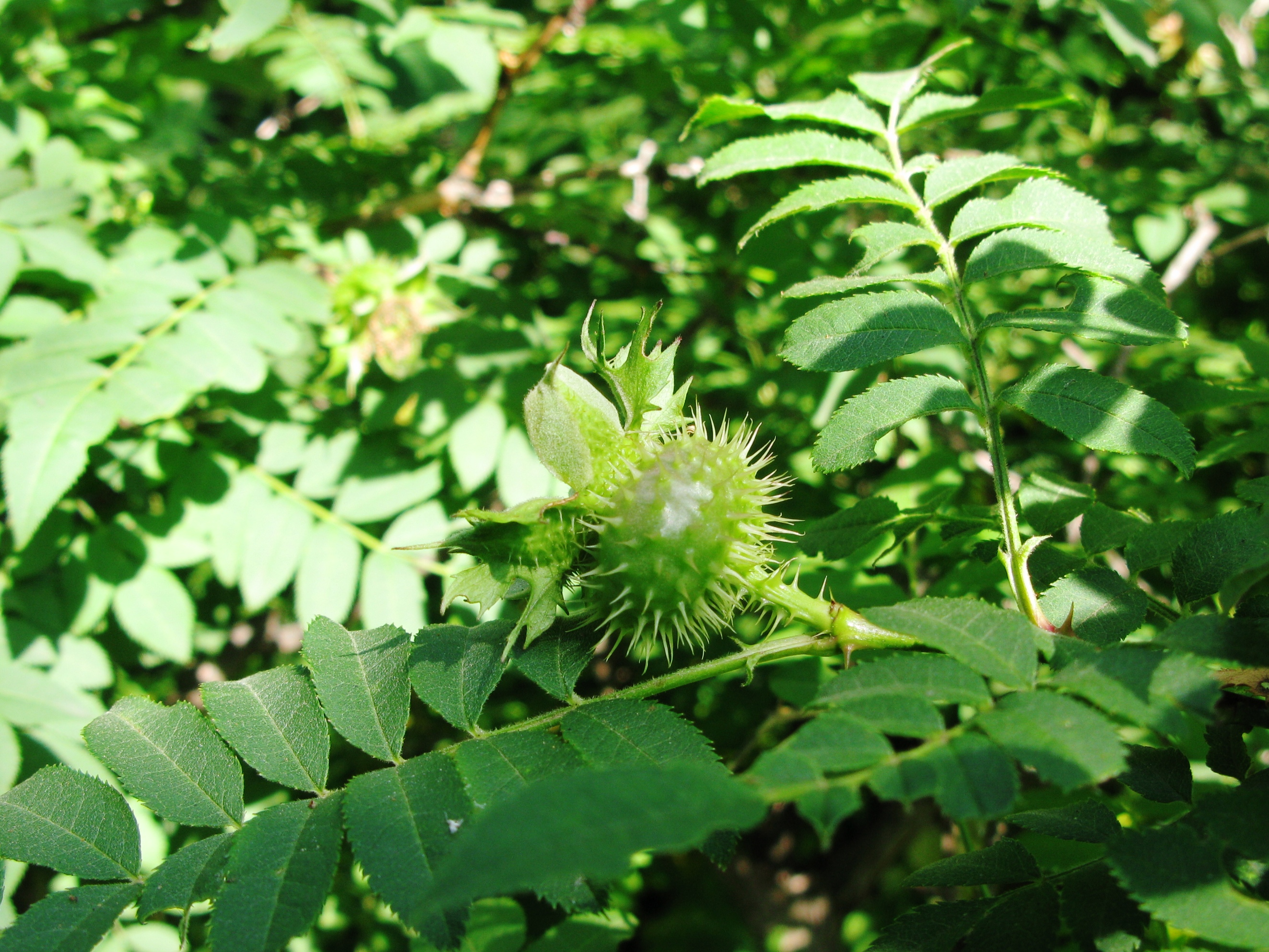
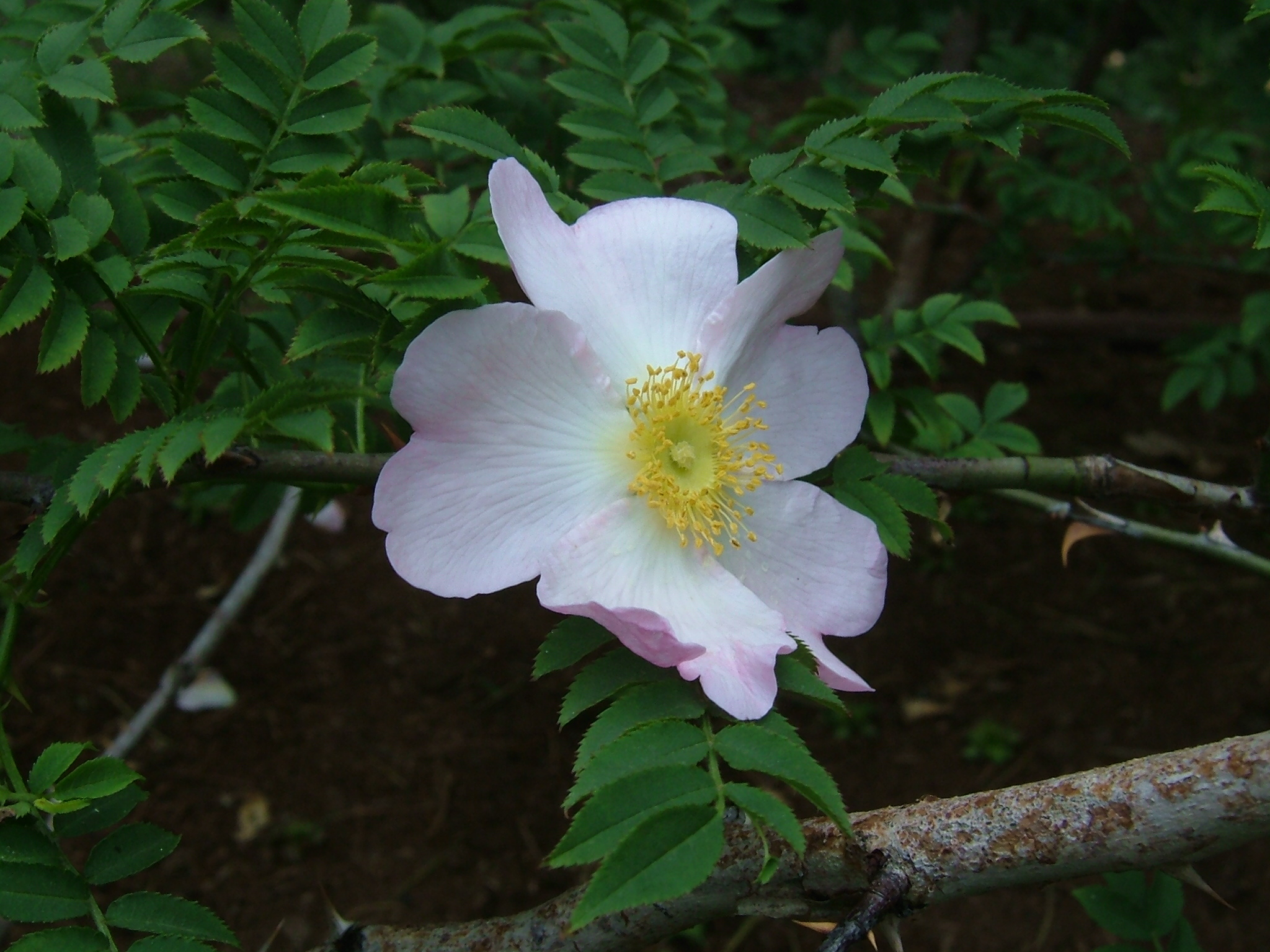
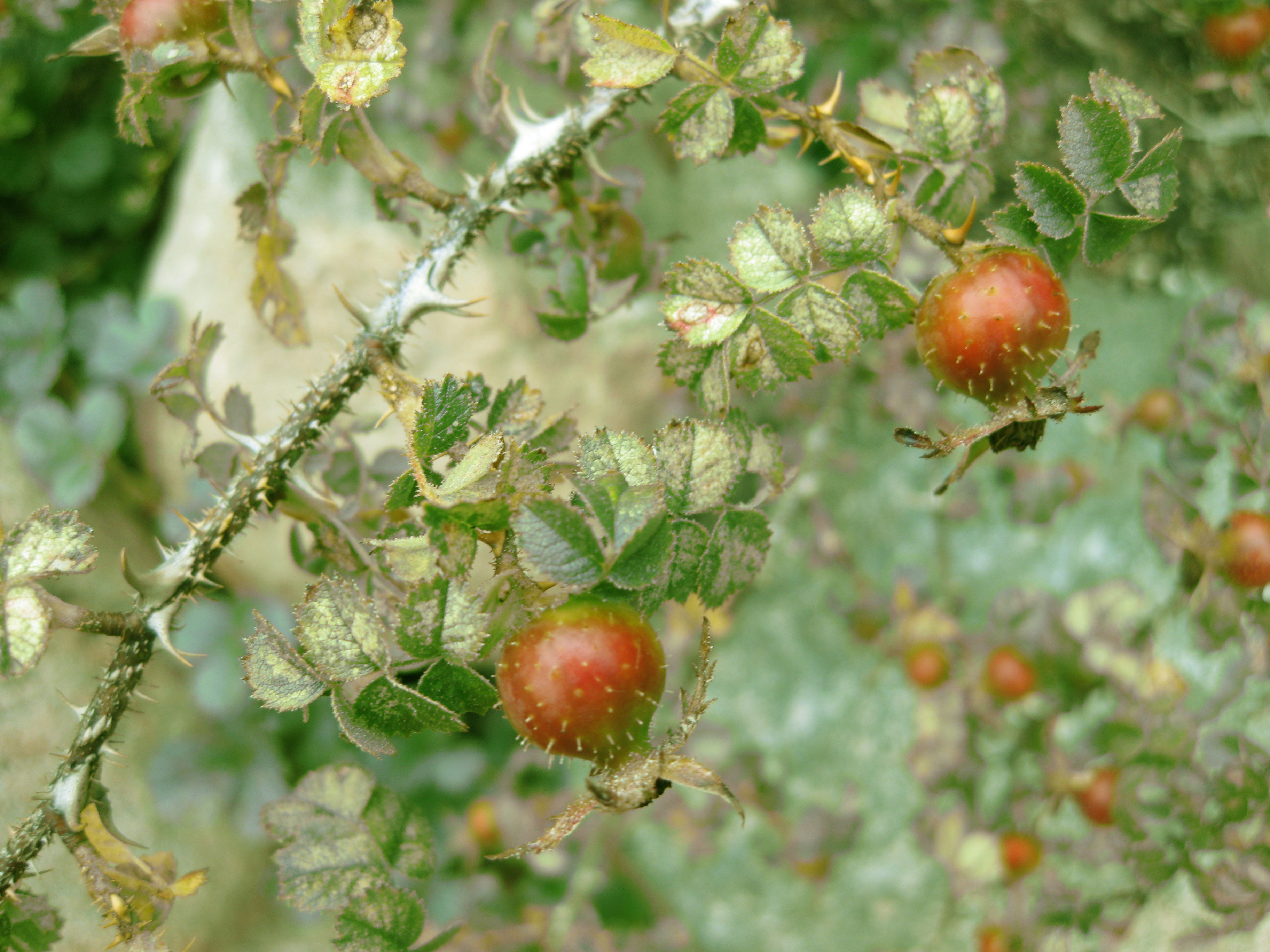